# Bolbomorphus theryi
Bolbomorphus theryi là một loài bọ cánh cứng trong họ Endomychidae. Loài này được miêu tả khoa học năm 1897 bởi Gorham.